# Zespół dworski w Siedlcu
Zespół dworski w Siedlcu – zespół zabytków znajdujący się we wsi Siedlec, położonej w województwie małopolskim, w powiecie krakowskim, w gminie Krzeszowice.
Zespół zabytków, w skład którego wchodzi dwór, stajnia, obora oraz ogród, został wpisany do rejestru zabytków nieruchomych województwa małopolskiego.

## Historia
Pierwotna nazwa wsi brzmiała Osiedlec, od osiedlania się osadników na wykarczowanych gruntach. Z 1394 roku pochodzi pierwsza wzmianka o wsi, której właścicielem był Pietrasz z Siedlca. Na przełomie XV i XVI w. istniała – opuszczona później – wieś Wszęcin, po której pozostała tylko nazwa pól w południowo-wschodniej części wsi. W 1529 roku wieś weszła w skład dóbr Tęczyńskich z Krzeszowic. Od 1578 roku właścicielem Siedlca był sędzia ziemski krakowski i sekretarz królewski Feliks Czerski, który wybudował duży dwór. W 1635 roku bogobojna Agnieszka Tęczyńska poprosiła o pomoc swego brata Jana Magnusa Tęczyńskiego, aby za pomocą podwojewodziego Wojciecha Miroszewskiego wykupił na jego nazwisko wieś Siedlec od Tęczyńskich. W 1628 roku Jan Tęczyński przekazał wieś karmelitom, którzy mieli się tam osadzić, jednak z powodu braku bieżącej wody i dużego zagęszczenia domów zrezygnowali z tej lokalizacji.
W 1631 roku wieś została przekazana jako uposażenie klasztoru Karmelitów Bosych w Czernej i z tej okazji przeor Karmelitów z Czernej wzniósł nowy dwór oraz stajnie (obecna zabudowa), a poprzedni budynek zamieniono w spichlerz .
Karmelici z Czernej byli właścicielami majątku do 1947 roku kiedy to odsprzedali obiekty zakonowi Sióstr Najświętszej Duszy Chrystusa Pana, natomiast majątek ziemski klasztorny został upaństwowiony . W drugiej dekadzie XXI wieku podjęto prace konserwatorskie XVIII-wiecznego budynku dawnego „folwarku” oraz XVII-wiecznego „spichlerza” i zostały one przystosowane na użytek gości domu.

## Architektura
Dwór barokowy, parterowy z poddaszem, nakryty czterospadowym dachem. W elewacji frontowej dwa boczne ryzality. Portal główny z wieńczącym go herbem zakonnym wykonany z czarnego „marmuru” dębnickiego. Po prawej stronie dwudzielnej sieni znajduje się kaplica mszalna oraz zakrystia nakryta sklepieniem krzyżowym, z kominkiem z czarnego „marmuru” dębnickiego. Kominek posiada po obu stronach hermowe lizeny.
Obiekt zewnętrznym kształtem przypomina dwór Jana Pisarzowskiego w Głębowicach.
Na terenie dawnego ogrodu znajduje się kolumna wykonana z czarnego „marmuru” dębnickiego z 1669 roku. Na postumencie i ślepej latarni znajdują się ryte sceny z Męki Pańskiej: Modlitwa Pana Jezusa w Ogrojcu, Biczowanie, Cierniem, Koronowanie i Ecce Homo. Autorem był prawdopodobnie kamieniarz z Dębnika, Jacek Zielaski.
W centralnej części ogrodu znajduje się murowana kapliczka z XIX wieku z kamiennym posągiem św. Józefa z przełomu XVIII i XIX wieku.
W ogrodzenie od południowej strony wkomponowana jest murowana kapliczka z tablicą z 1958 roku, ufundowana przez mieszkańców w podzięce za opiekę w latach okupacji hitlerowskiej.
Przy drodze do folwarku w Siedlcu – od strony klasztoru w Czernej – znajduje się Brama Siedlecka.